# Dying Light 2
Dying Light 2 – gra komputerowa będąca połączeniem gatunków fabularnej gry akcji i survival horroru, stworzona przez Techland. Produkcja jest kontynuacją Dying Light z 2015 roku.

## Rozgrywka
Rozgrywka Dying Light 2 i jej mechanika wygląda podobnie do poprzedniej gry z serii i oferuje otwarty świat. Postać, w którą wciela się gracz, ma możliwość dokonywania wyborów z późniejszymi konsekwencjami, co ma uczynić linię fabuły niepowtarzalną.
Podobnie jak w pierwszej części gry, gra również oferuje tryb rozgrywki wieloosobowej (w tym tryb kooperacji) oraz przemieszczanie się pojazdami.

## Produkcja
Gra została zapowiedziana podczas konferencji Microsoftu na Electronic Entertainment Expo 2018 przez Chrisa Avellona, który brał udział w jej produkcji. Obszar gry, w porównaniu z pierwszą częścią, ma być czterokrotnie większy.
Początkowo premiera Dying Light 2 miała się odbyć w pierwszym kwartale 2020 roku na Microsoft Windows, PlayStation 4 oraz Xbox One, jednak w styczniu 2020 poinformowano o przesunięciu wydania na nieokreślony termin. W 2019 Chris Avellone został oskarżony o napaść seksualną, w wyniku czego opuścił on projekt w czerwcu 2020 roku.
Jako pierwszy konkretny termin premiery gry została określona data 7 grudnia 2021. Następnie ogłoszono o przeniesieniu daty premiery gry na 4 lutego 2022.